# 鈴木菜央
鈴木 菜央（すずき なお、1976年 - ）は、日本の社会起業家、NPOグリーンズ共同代表。武蔵野大学工学部サステナビリティ学科准教授。

## 来歴
1976年バンコク生まれ。東京造形大学卒業後、2002年より3年間「月刊ソトコト」にて編集。2006年に独立し、Webマガジン「greenz.jp」創刊。2007年「green drinks Tokyo」を主催。2010年に東京都世田谷区から千葉県いすみ市に家族4人で35m2のタイニーハウス（車輪付き）で移住。2013年、ナカムラケンタ と共に虎ノ門にあった寿司店をリノベーションし「リトルトーキョー」をオープンした。2023年4月から武蔵野大学工学部サステナビリティ学科准教授

## 主な講演
- 2013年  京都精華大学アセンブリーアワー講演会・社会をデザインする[4]
- 2016年  電力、どう考える？～電力自由化と電力会社選び[5]
- 2017年  北海道厚真町ローカルライフラボ・キックオフイベント[6]
- 2019年  「しあわせの経済」国際フォーラム

## 著書
- 『「ほしい未来」は自分の手でつくる』星海社新書 2013年